# Кварц
Кварц је други најраспрострањенији минерал у Земљиној континенталној кори. Кристалише по хексагоналном ромбоедарском систему, а основни састојак му је , спада у оксиде. Уобичајено је облика шестостране призме при чему су рогљеви (врхови) облика шестостране пирамиде. Може бити у више боја: бели (млечни), безбојни (камени кристал), љубичасти (аметист), ружичасти, сиви (чађавац), смеђи (каингорн), црни (морион), жути (цитрин) и зелени (прејз).
Кварц има тврдоћу 7 по Мосовој скали. Огреб му је беле боје и стакласте је сјајности. Густина му је 2.65 g/cm3 и гради веома лепе кристале.
Хемијска формула кварца се састоји од оквира силицијумског и кисеоничног тетраедара SiO
4. Сваки атом силицијума дели два кисеоника што даје укупну формулу SiO
2. Кварц припада ромбоедарском кристалном систему. У природи кварцни кристали су често двоструки, искривљени, и тако срасли са суседним кристалима кварца или других минерала.
Микроскопске структуре кристала:
1. α-кварц кристализује у тригоналном кристалном систему
2. β-кварц припада хексагоналном систему

## Етимологија
Реч „кварц” је изведена из немачке речи „quarz”, која је везана за реч „twarc” из средњовековног немачког језика. Ова реч води порекло из славенских језика (чеш. tvrdy, пољски twardy).
Антички Грци су називали кварц κρύσταλλος (krustallos), што је реч изведена из античког грчког κρύος (kruos) са значењем „ледено хладан”, јер су неки филозофи (укључујући Теофраста) заправо сматрали да је овај минерал форма суперхладног леда. У данашње време се термин камени кристал понекад користи као алтернативно име за најчистије форме кварца.

## Варијетети
Кварц се јавља у хидротермалним венцима и у пегматитима. Потпуно формирани кристали могу достићи величине од неколико метара у дужини а бити тешки и неколико стотина килограма. Хидротермални венци могу садржати племените метале као што су самородно злато и самородно сребро.
Кварц је основни састојак гранита, пешчара, кречњака, и многих других магматских, седиментних и метаморфних стена. Мада су многа имена варијетета историјски настала из боје минерала, садашње научне шеме именовања су превасходно базиране на микроструктури минирала. Боја је секундарни идентификатор за криптокристалне минерале, мада је она примарни идентификатор за макрокристалне варијетете.
| Калцедон          | Било који криптокристални кварц, иако се уопштено говори само за бели или светлије обојени материјал. У другим случајевима користе се друга имена. |
| Ахат              | Калцедон са врпцама |
| Оникс             | Ахат где су траке равне паралелне и конзистентне по величини.                                                                                      |
| Јаспис            | Непровидан калцедон, нечист |
| Авентурин         | Провидан калцедон са малим додацима (обично лискун) који светлуцају                                                                                |
| Тигрово око       | Влакнасти кварц |
| Кристал           | Чист, безбојан |
| Аметист           | Љубичаст, провидан |
| Цитрин            | Жуто до црвенкасто наранџаст, зеленкасто жут |
| Празиолит         | Зелен, провидан |
| Розенкварц        | Рози, провидан, може да прикаже диастеризам |
| Млечни кварц      | Бео, прозрачан до непрозрачан |
| Чађавац (минерал) | Браон, прозиран |
| Морион            | Тамносмеђ, непрозиран |
| Карнелијан        | Црвенкасто-оранж калцедон, полупрозиран |
| Хелиотроп         | Зеленкасто-црвен или жут, непрозиран |

## Подела
Подела кварца на основу боје:
- Чисти кварц (традиционалног назива горски кристал)
- Цитрин
- Рози кварц (ружичњак)
- Аметист
- Димни кварц (чађавац)
- Млечни кварц

Чисти кварц се традиционално називао каменим кристалом. Он је безбојан и транспарентан или транслуцентан, и често је кориштен за резбарење у тврдом камену, као што је то случај са Лотаровим кристалом. Уобичајени обојени варијетети обухватају цитрин, рози кварц, мерист, димни кварц, млечни кварц и друге.
Најважнија разлика између типова кварца је у погледу макрокристалних (индивидуалних кристала видљивих голим оком) и микрокристалних или криптокристалних разноврсности (агрегата кристала видљивих само под увећањем). Криптокристални варијетети су било транслуцентни или углавном непрозирни, док су траспарентни варијетети углавном макрокристални. Калцедон је криптокристална форма силике која се састоји од финих унутрашњих срастања кварца и његовог моноклиног полиморфа моганита. Други непрозирни варијетети драгуља од кварца, или мешовитог камена који садржи кварц, често укључују контрастне траке или патерне боја, као што су ахат, карнеол или сард, оникс, хелиотроп, и јаспис.

### Цитрин
Цитрин је назив за кварц чија боја варира од бледожуте до смеђе. У природи је веома редак, већина комерцијалних цитрина су топлотно обрађени аметисти или димни кварцеви. Готово је немогуће на основу изгледа разликовати топаз од цитрина, али је разлика у тврдоћи. Цитрин се може врло често наћи као нечист са мешавином жељеза. Бразил је водећи произвођач цитрина. Име цитрин је изведено из латинског citrina што значи „жути” и такође води исто порекло као и реч „лимун” (citrona).

### Рози кварц
Рози кварц је врста кварца која показује бледоружичасте до црвене нијансу. Ова боја се појављује због примеса титанијума, жељеза или мангана. Неки рози кварц садржи микроскопски рутил, који производи астеризам у проласку светлости. У кристалној форми (реткост) рози кварц и његова боја се сматра да је узрокована траговима фосфатом и алуминијумом. Боје у кристалима су очито фотоосетљиве и подложне блеђењу. Први кристали розог кварца су пронађени у близини Румфорда (САД), али већина кристала на тржиште долази из Минас Жераиса (Бразил).

### Аметист
Аметист је љубичаста врста кварца. Боја аметиста је приписивана присутности мангана, међутим, будући да је мењао боју при високим температурама, неки аутори су веровали да је боја органског порекла. Новија проучавања показују да боја аметиста долази од присуства жељеза, а најновија упућују да је комплексни узајамни утицај жељеза и алуминијума одговоран за његову љубичасту боју. Аметист се налази широм света и данас је релативно јефтин. Под високом температуром мења боју у жуто – белу, што данас објашњава велике количине цитрина на тржишту. Природни цитрин је прилично редак. Када се од аметиста помоћу врло високих температура направи цитрин, тај псеудо цитрин може се поново променити у љубичасти аметист помоћу рендгенских зрака. Један од великих светских рудника аметиста је Анахи у Боливији. Рудник је усред тропске прашуме, близу мочвара Пантанал, који чини границу између Боливије и Бразила. Због километара шикаре, густиша, непроходне шуме доступан је искључиво из ваздуха.

### Димни кварц
Димни кварц је сива, прозирна верзија кварца. Она се креће у јасноћи од готово потпуне транспарентности до смеђе-сиве боје кристала који је готово непрозиран. Неки такође може бити и црн.

### Млечни кварц
Млечни кварц може бити најчешћи избор кристалног кварца и може се наћи готово било где. Бела боја може бити узрокована течношћу или гасом заробљеним током формирања кристала. Највећа налазишта ове врсте кварца налазе се у Русији и Бразилу.

### Подела кварца према микроструктури:
| калцедонит     | агат       | Димни кварц | рутилатни кварц |
| јаспис         | авентурин  | Оникс       | карнелиан       |
| горски кристал | аметист    | Тигрово око | -               |
| прасиолит      | рози кварц | цитрин      | -               |

## Физичке и физиолошке особине
Основне физичке особине кварца јесу да има ромбоедарски кристални систем. Тврдоћа минерала се одређује према Мосовој скали, кварц заузима 7. место, тј. има тврдоћу 7. Сјај овог минерала је стакласт и има бели огреб. Такође кварц нема особину калавости. Релативна густина кварца је 2,65 g/cm. Исецкан прелом је врло крут.

## Начин постанка
Начин настанка је магматски, из најмлађих делова пегматита. Кварц је основни састојак гранита и других магматских стена. Те је врло уобичајен у седиментним стенама, као што су пешчаник и такође је присутан у промењивим количинама као минерални додатак у већини карбонатних стена. То је такође чест саставни део шиста, гнајса, квартцита и других метаморфних стена. Због своје отпорности на старење врло је чест у седиментима и осталом земљишту. Кварц се појављује у хидротермалним жилама уз руде минерала. Велики кристали кварца се налазе у пегматиту. Добро формирани кристали могу достићи до неколико метара у дужину и тежити неколико стотина килограма. Природни кварцни кристал изузетно високе чистоће.

## Распрострањеност
Кварц је први по реду (по учесталости) минерал који се појављује у природи и сам чини 12% Земљине коре. Појављује се у чистом облику или заједно с другим елементима као силикат. Највећа налазишта кварца налазе се у Бразилу, Мадагаскару, Намибији и Русији.

## Употреба
Кварц има вишеструку употребу, а најзначајнија је у изради накита и кварцних осцилатора. Најважније место заузима у производњи кварцних или кристалних осцилатора који престављају електрични склоп који користи механичку резонанцију вибрације кристала како би створио електрични сигнал врло прецизне фреквенције. Спојеви осцилатора у којима се употребљава кварц у основи су познати као RC осцилатори. Сам кварц у тим колима служи или као осцилаторно коло за себе или као саставни део осцилаторног кола. Могуће су и изведбе где кварц стоји у петљи повратне везе. Корисна снага свих кварцних осцилатора је мала па се на крају свих кола додаје излазни појачивачки степен. Најчешће употребљавано коло ове врсте је Милеров осцилатор.